# Лимож
Лимож (фр. Limoges) град је у Француској. Налази се у регији Лимузин у департману Горња Вијена. Познат је по порцелану, храстовим бачвама, које се користе за производњу коњака. По подацима из 2006. године број становника у месту је био 136.539, а са урбаним подручјем 247.944.

## Историја
Пре доласка Римљана ту су живели Гали. Главни град једнога галскога племена налазио се у том подручју. Римљани су основали град Augustoritum око 10. п. н. е. Оснивање града је било повезано са реорганизацијама, које је спроводио цар Октавијан Август, тако да је по њему град и добио име. Римски град је имао велики амфитеатар димензија 136 са 115 m, театар, форум, бање и неколико светилишта. Храм посвећен Венери, Дијани, Минерви и Јупитеру смештен је близу данашње катедрале. Град је био типични римски плански уређен град у облику квадрата са две главне улице, које секу центар. Имао је сенат и властиту валуту. Лимож је примио хришћанство од светога Марцијала, који је дошао у град око 250. У трећем веку Лимож је био напуштен због германске инвазије.
Становништво се након тога насељавало на сигурнијем утврђену месту у центру данашњега Лиможа. Опатија светога Марцијала се градила у 9. веку. У 11. веку Лимож постаје уметнички центар захваљујући опатији светога Марцијала и њеној богатој библиотеци. Ту се развила и значајна школа средњовековне музичке композиције. У 13. веку централни Лимож се састојао од два различита утврђена насеља:
- Ужи град, са линијом зидова око реке Вијен. Ту су се налазили службеници и радници. Опљачкан је 1370. за време Стогодишњега рата и никад се није опоравио.
- Замак са 12 m високим зидовима. Ту се налазио опат са опатијом.

Лимож је 1370. за време Стогодишњега рата окупирао енглески престолонаследник Едвард Црни Принц. Тада је побио 3.000 грађана.
Град и замак су уједињени 1792. у јединствени град под именом Лимож. За време Француске револуције маса је уништила неколико црквених објеката. Уништили су и опатију светога Марцијала. У граду се почела развијати индустрија порцелана због присуства каолинита у томе подручју. Много становништва је било запослено захваљујући индустрији порцелана. У 19. веку у Лиможу се много градило. Посебно се рушио и поново изграђивао градски центар, који је сматран нехигијенским и гнездом проституције. Избијао је читав низ побуна у Лиможу, 1830, 1848. и 1905. 
Први синдикат француске конфедерација радника основан је 1895. у Лиможу.

## Географија

### Клима
| Клима (Лимож)               | Клима (Лимож) | Клима (Лимож) | Клима (Лимож) | Клима (Лимож) | Клима (Лимож) | Клима (Лимож) | Клима (Лимож) | Клима (Лимож) | Клима (Лимож) | Клима (Лимож) | Клима (Лимож) | Клима (Лимож) | Клима (Лимож) |
| Показатељ \ Месец           | .Јан.         | .Феб.         | .Мар.         | .Апр.         | .Мај.         | .Јун.         | .Јул.         | .Авг.         | .Сеп.         | .Окт.         | .Нов.         | .Дец.         | .Год.         |
| --------------------------- | ------------- | ------------- | ------------- | ------------- | ------------- | ------------- | ------------- | ------------- | ------------- | ------------- | ------------- | ------------- | ------------- |
| Апсолутни максимум, °C (°F) | 17,0 (62,6)   | 22,0 (71,6)   | 24,7 (76,5)   | 27,8 (82)     | 29,8 (85,6)   | 35,7 (96,3)   | 35,7 (96,3)   | 37,2 (99)     | 32,6 (90,7)   | 27,3 (81,1)   | 22,9 (73,2)   | 18,3 (64,9)   | 37,2 (99)     |
| Средњи максимум, °C (°F)    | 6,9 (44,4)    | 8,3 (46,9)    | 11,5 (52,7)   | 14,1 (57,4)   | 18,0 (64,4)   | 21,4 (70,5)   | 23,9 (75)     | 23,8 (74,8)   | 20,4 (68,7)   | 16,1 (61)     | 10,4 (50,7)   | 7,6 (45,7)    | 15,2 (59,4)   |
| Просек, °C (°F)             | 4,2 (39,6)    | 5,0 (41)      | 7,7 (45,9)    | 10,0 (50)     | 13,8 (56,8)   | 17,0 (62,6)   | 19,3 (66,7)   | 19,2 (66,6)   | 16,1 (61)     | 12,6 (54,7)   | 7,5 (45,5)    | 4,9 (40,8)    | 11,4 (52,5)   |
| Средњи минимум, °C (°F)     | 1,5 (34,7)    | 1,7 (35,1)    | 3,9 (39)      | 5,9 (42,6)    | 9,5 (49,1)    | 12,6 (54,7)   | 14,6 (58,3)   | 14,5 (58,1)   | 11,7 (53,1)   | 9,0 (48,2)    | 4,5 (40,1)    | 2,2 (36)      | 7,6 (45,7)    |
| Апсолутни минимум, °C (°F)  | −19,2 (−2,6)  | −15,0 (5)     | −9,6 (14,7)   | −4,7 (23,5)   | −0,6 (30,9)   | 4,0 (39,2)    | 7,2 (45)      | 5,4 (41,7)    | 2,6 (36,7)    | −2,6 (27,3)   | −7,2 (19)     | −10,6 (12,9)  | −19,2 (−2,6)  |
| [ тражи се извор ]          |               |               |               |               |               |               |               |               |               |               |               |               |               |

## Демографија
| 1962.   | 1968.   | 1975.   | 1982.   | 1990.   | 1999.   | 2006.   | 2011.   |
| ------- | ------- | ------- | ------- | ------- | ------- | ------- | ------- |
| 118.576 | 132.935 | 143.725 | 140.400 | 133.464 | 133.968 | 136.539 | 137.758 |

## Знаменитости града
- Крипта светога Марцијала из 10. века, укључујући гроб бискупа, који је покрстио град
- Остаци галско-римскога амфитеатра, једнога од највећих у античкој Галији
- готичка катедрала Сент Етјена, која је започета 1273, а завршена 1888.
- капела светог Аурелијана (14.-17. век) са моштима другога бискупа Лиможа
- мост Светога Марцијала из римскога времена
- мост сент Етјен из 13. века
- бискупска палата из 17. века

## Порцелан
Близу Лиможа је 1771. откривено лежиште каолина, стене са фином белом глином, која се користи за производњу порцелана. У Лиможу се развила керамичка индустрија, а лимошки порцелан је постао чувен у 19. веку.

## Рођења
- Жан Дора (1508—1588), песник
- Анри Франсоа д'Агиесо (1668—1751), француски канцелар
- Жан-Батист Журдан (1762—1833), француски маршал
- Мари Франсоа Сади Карно (1837—1894), председник Француске
- Пјер Огист Реноар (1841—1919), истакнути француски сликар

## Партнерски градови
- Фирт
- Шарлот
- Гродно
- Сето
- Плзењ